# Listă de filme sovietice din 1929
- Filme sovietice din: 1928 — 1929 — 1930

Aceasta este o listă de filme produse în Uniunea Sovietică în 1929.
| Titlu                    | Titlu original          | Regizor                            | Distribuție                                                                        | Gen                           | Note         |
| ------------------------ | ----------------------- | ---------------------------------- | ---------------------------------------------------------------------------------- | ----------------------------- | ------------ |
| 1929                     |                         |                                    |                                                                                    |                               |              |
| Arsenal                  | Арсенал                 | Alexander Dovzhenko                | Semen Svashenko, Mykola Nademsky                                                   | Film de război                |              |
| The Blue Express         | Голубой экспресс        | Ilya Trauberg                      | Sergei Minin                                                                       | Drama                         |              |
| Comet                    | Комета                  | Valéry Inkijinoff                  | Galina Kravchenko, Pyotr Repnin, N.P. Belyaev                                      | Drama                         | Film pierdut |
| Flag of a Nation         | Флаг нации              | Vladimir Shmidtgof                 | Boris Azarov, Sergei Minin, Yuri Sergeevich Lavrov                                 | Drama                         |              |
| Fragment of an Empire    | Обломок империи         | Fridrikh Ermler                    | Emil Gal, Sergey Gerasimov                                                         | Drama                         |              |
| The General Line         | Старое и новое          | Sergei Eisenstein                  | Marfa Lapkina                                                                      | Drama                         |              |
| The Happy Canary         | Веселая канарейка       | Lev Kuleshov                       | Galina Kravchenko, Andrey Fayt, Ada Vojtsik, Sergey Komarov                        | Aventuri                      |              |
| An Hour with Chekhov     | Чины и люди             | Mikhail Doller, Yakov Protazanov   | Mikhail Tarkhanov, Mariya Strelkova, Andrey Petrovsky, Ivan Moskvin                | Comedie                       |              |
| The House on the Volcano | Дом на вулкане          | Hamo Beknazarian                   | Hrachia Nersisyan, T. Ayvazyan, Tatyana Makhmuryan                                 | Drama                         |              |
| The Lame Gentleman       | Хромой барин            | Konstantin Eggert                  | Mikhail Klimov                                                                     | Drama                         |              |
| The Last Attraction      | Последний аттракцион    | Ivan Pravov, Olga Preobrazhenskaya | Naum Rogozhin, Raisa Puzhnaya, Alexander Sashin, Ivan Bykov                        | Aventuri                      |              |
| The Living Corpse        | Живой труп              | Fyodor Otsep                       | Vsevolod Pudovkin, Maria Jacobini, Viola Garden                                    | Drama                         |              |
| Man with a Movie Camera  | Человек с киноаппаратом | Dziga Vertov                       |                                                                                    | Documentar, film experimental |              |
| The New Babylon          | Новый Вавилон           | Grigori Kozintsev, Leonid Trauberg | Yelena Alexandrovna Kuzmina, Pyotr Sobolevsky, Sergei Gerasimov, Vsevolod Pudovkin | Istoric, drama                |              |
| Post                     | Почта                   | Mikhaïl Tsekhanovskii              |                                                                                    | Animație, scurt               |              |
| Road into the World      | Дорога в мир            | Boris Shpis                        | Valeriy Solovtsov, Yanina Zhejmo, Alexander Zavyalov                               | Istoric                       |              |
| Saba                     | Саба                    | Mikheil Chiaureli                  | Aleksandre Jaliashvili, Veriko Anjaparidze                                         | Drama                         |              |
| In Spring                | Весной                  | Mikhail Kaufman                    |                                                                                    | Documentar                    |              |
| Third Youth              | Третья молодость        | Vladimir Shmidtgof                 | Yuri Sergeevich Lavrov, Nikolay Lebedev, Andrei Lavrentiev                         | Comedie                       | Film pierdut |
| Turksib                  | Турксиб                 | Viktor Alexandrovitsh Turin        |                                                                                    | Documentar                    |              |
| Two-Buldi-Two            | Два-Бульди-два          | Nina Agadzhanova, Lev Kuleshov     | Sergey Komarov, Vladimir Kochetov, Anel Sudakevich                                 | Drama                         |              |